# Familiennamen in Österreich
Die Familiennamen in Österreich sind vielfältig und regional sehr unterschiedlich. Dies ist einerseits durch die Geschichte des Landes und seiner Sprachen und Dialekte bedingt. Andererseits gab und gibt es bis in die Gegenwart immer wieder Immigrationswellen, die diese Vielfalt weiter erhöhen.
So wurden die verschiedenen Regionen Österreichs durch unterschiedliche Sprachen geprägt, sodass neben den rein deutschen Familiennamen auch zahlreiche andere Sprachen die Namen beeinflussten. Jedoch sind die meistverbreiteten Namen deutscher Herkunft. Während in ländlichen Regionen die Herkunftsnamen und Wohnstättennamen vorherrschen, spielen in den städtischen Bereichen die Berufs- und Standesnamen eine größere Rolle.

## Familiennamenforschung in Österreich
Wissenschaftliche Arbeiten zu Familiennamen in Österreich fokussieren meist auf der Erstellung von Familiennamenbüchern zu bestimmten Regionen oder Zeiträumen. In diesen steht die etymologische Erklärung im Vordergrund. Seltener befassen sich Arbeiten mit der Herausarbeitung von Namentypen und deren Entstehung bzw. Verbreitung.
Namenbücher, die größere Räume abdecken, wurden etwa von Karl Finsterwalder (Tirol), Leopold Ziller (Bundesland Salzburg), Maria Hornung (Gesamtösterreich), Anton und Tatjana Feinig (Kärnten) oder Hubert Allgäuer (Vorarlberg) verfasst. Isolde Hausner, Christiane M. Pabst und Erwin Schranz sind die Autoren eines mit einem Register versehenen Sammelbandes zu Familiennamen im Burgenland. Wiener Personennamen (darunter auch Familiennamen) des 15. Jahrhunderts untersuchte Axel Linsberger. Im Rahmen des von der Österreichischen Akademie der Wissenschaften initiierten Projekts „FamOs“ wurde versucht, eine ganz Österreich berücksichtigende Familiennamendatenbank zu schaffen. Darin wurden bislang Familiennamen mit den Anfangsbuchstaben A bis M behandelt. Karl Hohensinners „Familiennamen-Atlas von Oberösterreich“, der Familiennamen aus Berufsbezeichnungen behandelt, enthält zudem durchgehend Verbreitungskarten. Eine solche Kartierung von Familiennamen bildet den Kern der Familiennamengeographie. Diese hat in den letzten beiden Jahrzehnten einen großen Aufschwung erlebt. Er verdankt sich vor allem den neuen und vielfältigen Möglichkeiten, Familiennamen zu kartieren. Die Kartierung von Familiennamen zum Zwecke der besseren Interpretation und schnelleren Erfassung von Sachverhalten hat zudem viel Interesse auch vonseiten Fachfremder gefunden, etwa von Genealogen. Sie wird für Österreich von den Diensten „Familien Verteilungskarten von Österreich“ oder „Geogen Austria“ angeboten.
Im Gegensatz zu Bildungsmustern und -elementen in Ortsnamen sind typische und häufige Bildungsmuster und synchron nicht erklärbare Namenteile in österreichischen Familiennamen bislang kaum beschrieben worden. Ebenso fehlt eine überblickshafte Darstellung der österreichischen Familiennamen hinsichtlich ihrer Entstehungszeit, ihrer geographischen Verteilung und Typologie. Einige der erwähnten Namenbücher bzw. -datenbanken beschränken sich zudem auf eine Interpretation der heutigen sprachlichen Oberfläche von Familiennamen, ohne historische Belege anzuführen. Bei Namen, die sich von Vulgonamen ableiten – einem in Österreich überaus häufigen Phänomen – unterbleibt wiederum oft die sichere Identifizierung des Ursprungspunkts.
Die Berücksichtigung historischer Belege zu rezenten Familiennamen ist allein schon aufgrund der unabsehbaren Bedeutungskonkurrenzen bzw. sekundären Überformungen unabdingbar. Dies zeigt sich etwa bei Familiennamen, die von Heiligennamen abgeleitet sind. So kann der oberösterreichische Familienname Lindlbauer sowohl auf die Baumbezeichnung Linde als auch auf eine dialektale Form des Heiligennamens Leonhard zurückgehen.

## Sprachliche Grundlagen
Die österreichischen Familiennamen können unterschiedlichen Sprachen zugeordnet werden. Viele gehen auf die in Österreich gesprochenen Varianten des Deutschen zurück, das Mittelbairische, Südmittelbairische, Südbairische sowie das Alemannische. In den Namen spiegeln sich jedoch auch die autochthonen Minderheitensprachen wider, etwa das Burgenlandkroatische (Burgenland, Niederösterreich), das Slowenische (Kärnten, Steiermark) oder das Ungarische (Burgenland). Dazu gesellen sich Familiennamen, die Elemente von Substratsprachen enthalten. Die im Zusammenhang damit relevantesten Substrate sind das Romanische im Westen sowie das Slawische im Süden und im Osten des Landes.
Viele nichtdeutsche Familiennamen gelangten im Zuge von Migrations- oder Fluchtbewegungen ins heutige Österreich. Im Wiener Raum gibt es einen großen Anteil an tschechischen Namen, die vor allem aus der Gründerzeit, der Zeit des Baus der Ringstraße ab etwa 1860, stammen, in der zahlreiche Arbeitskräfte aus nördlichen Kronländern Cisleithaniens nach Wien kamen. So waren um 1880 in Wien nur etwa 38,5 % gebürtige Wiener. Der Anteil stieg bis 1910 nicht über 50 %, auch wenn es sich auf Grund der Größe der Monarchie nur um eine Binnenwanderung der Bevölkerung handelte.
Fluchtbewegungen, die im Familiennamenbestand Österreichs ihren Widerhall fanden, sind etwa jene infolge des Ungarnaufstands 1956 oder nach der Niederschlagung des Prager Frühlings 1968.
Später führte die Zuwanderung aus der Türkei und dem ehemaligen Jugoslawien zu einer weiteren Verbreitung fremdsprachiger Namen in Österreich.

## Kategorien von Familiennamen
Nach ihrer Entstehungsweise werden Familiennamen im deutschen Sprachraum in der Literatur meist in fünf Gruppen unterteilt. Diese Einteilung ist (mit Vorbehalt) auch für österreichische Familiennamen geeignet:
- Familiennamen, die aus (in der Regel männlichen) Rufnamen (zu verstehen im Sinn der heutigen Tauf- bzw. Vornamen) hervorgegangen sind. Diese Rufnamen waren ursprünglich wohl oft Vatersnamen (Patronymika) oder Mutternamen (Matronymika): Sie können auf Heiligennamen zurückgehen (Franz, Michl, Lukasser, Kathrein) oder aber auch auf germanische Rufnamen (Weigand, Rusch, [Koseform zu einem zusammengesetzten Namen, dessen erstes Glied auf althochdeutsch hruod zurückgeht, wie in Rudolf oder dgl.],[11] Reichl [mit einem l-Suffix versehene Kurzform eines Namens wie Reicholt oder dgl.]).

- Berufsnamen im weitesten Sinn, darunter auch Namen, die auf bestimmte Funktionen oder Rollen in der mittelalterlichen bzw. frühneuzeitlichen Gesellschaft anspielen (Standesnamen): Schmidl, Wagner, Knapp, Leitgeb (zu mittelhochdeutsch lîtgëbe 'Schankwirt'), Bauer, Pfleger (zu mittelhochdeutsch phlëgære, phlëger 'Aufseher, Verwalter'). Berufsnamen können auch indirekt gebildet werden, indem z. B. ein charakteristisches Werkzeug für ein Handwerk steht: Nagl, Hämmerle.

- Übernamen, bei denen der Namensträger nach körperlichen, charakterlichen oder biographischen Eigenheiten benannt wird: Gross, Klein, Kurtz, Lang, Weiskopf, Frühauf, Fasching (z. B. nach der Zeit der Geburt).

- Herkunftsnamen verweisen bei Zuzüglern auf ihren Herkunftsort: Kalser (zum Kalsertal in Osttirol), Pinzger (zum Pinzgau), Pregenzer, Salzburger, Wiener, Krainer, Böhm. Diese Herkunftsangabe kann auch mittels Völkernamen (Ethnonymen) im engeren Sinn erfolgen: Ungar, Türk, Windisch (zu mittelhochdeutsch windisch 'slawisch'), Walch (mittelhochdeutsch Walch, Walhe 'Romane'). Hier ist jedoch Vorsicht geboten, etwa weil gerade solche Namen oft anderen Ursprungs sind und erst sekundär an Ethnonyme angeglichen wurden oder (als Übernamen) auch auf bestimmte, den entsprechenden Völkern zugeschriebene Eigenschaften anspielen können.

- Nicht immer eindeutig von den Herkunftsnamen getrennt werden können die sog. Wohnstättennamen. In diese Gruppe fallen die in vielen Teilen Österreichs besonders häufigen Familiennamen, die sich von Hofnamen ableiten, die wiederum auf die Lage oder Beschaffenheit des betreffenden Gehöfts hinweisen: Bacher, Berger, Pichler, Waldner, Nússbaumer, Piringer (zu einer dialektalen Form für Birke), Wegscheider, Steinhauser, Amort (d. i. am Ort 'am Rand, Ende' [gelegen][12]).

Natürlich können mehrteilige Familiennamen mehreren dieser Gruppen zugeordnet werden, etwa im Fall der gerade in Oberösterreich häufigen Zusammensetzungen aus Rufnamen plus Berufsnamen: Michlmayr, Zachbauer (Zach- zu einer Kurzform von Zacharias).

## Die 50 häufigsten Familiennamen Österreichs
Die folgende Liste stellt keine offizielle Statistik dar, sondern stammt aus den Teilnehmerdaten aller großen österreichischen Festnetz- und Mobilfunkanbieter. Gleichlautende Familiennamen sind dabei nicht berücksichtigt; Schmid und Mayer sind samt den jeweiligen Homophonen häufiger als Gruber.
1. Gruber – Wohnstättenname
2. Huber – Standesname
3. Wagner – Berufsname
4. Müller – Berufsname
5. Pichler
6. Moser
7. Steiner
8. Mayer
9. Berger – Wohnstätten- oder Herkunftsname
10. Hofer – Standesname
11. Eder – Wohnstätten- oder Herkunftsname (Öde)
12. Bauer – Standesname
13. Winkler – Wohnstätten- oder Herkunftsname
14. Schmid – Berufsname
15. Weber – Berufsname
16. Fuchs – Übername
17. Maier
18. Schwarz
19. Schneider – Berufsname
20. Reiter
21. Leitner – Wohnstätten- oder Herkunftsname
22. Mayr
23. Fischer – Berufsname
24. Schmidt – Berufsname
25. Wimmer
26. Egger – Wohnstätten- oder Herkunftsname
27. Baumgartner – Herkunftsname
28. Brunner – Wohnstätten- oder Herkunftsname
29. Wallner
30. Auer – Wohnstätten- oder Herkunftsname
31. Aigner – Herkunfts- oder Standesname
32. Wolf
33. Binder – Berufsname
34. Ebner – Wohnstätten- oder Herkunftsname
35. Schuster – Berufsname
36. Lang
37. Lechner
38. Haas
39. Wieser – Wohnstätten- oder Herkunftsname
40. Strasser – Wohnstätten- oder Herkunftsname
41. Stadler – Wohnstätten- oder Herkunftsname
42. Haider – Wohnstätten- oder Herkunftsname
43. Weiss
44. Holzer – Berufsname oder Wohnstättenname
45. Koller – Berufsname
46. Mair
47. Riegler – Wohnstätten- oder Herkunftsname
48. Maurer – Berufsname
49. Lehner
50. Winter

## Sonstiges
Den Zusatz von als Adelszeichen gibt es in Österreich seit 1919 nicht mehr und ist nicht in einem Gesetz über die Namensgebung, sondern im Adelsaufhebungsgesetz geregelt. Nach der jüngeren Rechtsprechung der Höchstgerichte sind davon alle Namen mit von betroffen, unabhängig davon, ob sie (historisch) auf adelige Herkunft hindeuten.